# Triphosa affirmaria
Triphosa affirmaria är en fjärilsart som beskrevs av Walker 1860. Triphosa affirmaria ingår i släktet Triphosa och familjen mätare. Inga underarter finns listade i Catalogue of Life.